# Erik Stenholm
Erik Emanuel Stenholm, född 8 maj 1901 i Sundsvall, död 23 september 1976 i Sundbybergs församling, var en svensk målare och tecknare.
Han var son till möbelsnickaren Johannes Stenholm och Carolina Blomqvist och från 1939 gift med Anna Britta Björk. Efter studier för Filip Månsson och vid Kungliga konsthögskolan 1925–1930 var han anställd som dekorationsmålare vid Stadshuset, Konserthuset och Högalidskyrkan i Stockholm. Bland hans andra offentliga arbeten märks altarskåpet i Torpshammars kyrka, takdekorationerna i Duvbo kyrka och väggmålningar i Drängsereds kyrkas hall, Växbo kapell och Annefors kapell i Hälsingland. Till hans profana arbeten märks en monumentalmålning med motiv från Sundsvallsstrejken som han utförde för Skogsindustriarbetarförbundet i Gävle 1940. Han medverkade i samlingsutställningar arrangerade av Sundbybergs konstförening. Hans konst består av dekorationsmålningar och i mindre omfattning av landskapsmålningar.